# Vogelgrun
Vogelgrun település Franciaországban, Haut-Rhin megyében. Lakosainak száma 630 fő (2022. január 1.). Vogelgrun Algolsheim, Geiswasser, Volgelsheim, Biesheim és Obersaasheim községekkel határos.

## Népesség
A település népessége az elmúlt években az alábbi módon változott:
| Lakosok száma | 666  | 669  | 672  | 649  | 639  | 639  | 634  | 633  | 630  |
|               | 2013 | 2015 | 2016 | 2017 | 2018 | 2019 | 2020 | 2021 | 2022 |